# Hyloxalus mystax
Espèce
Synonymes
- Colostethus mystax Duellman & Simmons, 1988

Statut de conservation UICN

 DD  : Données insuffisantes
Hyloxalus mystax est une espèce d'amphibiens de la famille des Dendrobatidae.

## Répartition
Cette espèce est endémique de province de Morona-Santiago en Équateur. Elle se rencontre dans le Río Piuntza à 1 830 m d'altitude dans la cordillère du Condor.

## Description
Les mâles mesurent de 19,5 à 21,5 mm et les femelles de 19,2 à 21,8 mm.

## Étymologie
Le nom spécifique mystax vient du grec mystax, la moustache, en référence à la marque longitudinale brun foncé sur la partie antérieure de la lèvre supérieure.

## Publication originale
- Duellman & Simmons, 1988 : Two new species of Dendrobatid frogs, genus Colostethus, from the Cordillera del Cóndor, Ecuador. Proceedings of the National Academy of Science of Philadelphia, vol. 140, no 2, p. 115-124 (texte intégral).